# Remothered: Tormented Fathers
Remothered: Tormented Fathers è un videogioco survival horror di Darril Arts, scritto e diretto da Chris Darril e sviluppato da Stormind Games. Il titolo viene pubblicato in versione digitale, il 31 ottobre 2017 in accesso anticipato e completo il 30 gennaio 2018, su Microsoft Windows, il 25 luglio 2018 per le console PlayStation 4 e Xbox One e il 30 agosto 2019 per Nintendo Switch. Visto il successo di critica e vendite viene pubblicato anche in edizione fisica il 31 ottobre 2019, distribuito da Soedesco, per tutte e tre le piattaforme console. Il videogioco è liberamente ispirato alle atmosfere della saga horror Clock Tower e ai cult giapponesi Haunting Ground, Silent Hill e Rule of Rose.

## Trama
La protagonista è la dottoressa Rosemary Reed, una donna che si reca presso la fatiscente dimora dell'anziano notaio in pensione Richard Felton. La Reed si presenta come medico di un istituto dove Felton, affetto da una misteriosa malattia e soggetto ad una psiche altamente instabile, è stato in passato ricoverato; tuttavia nel corso dell'accesa discussione che intraprende con l'uomo subentra Gloria, l'infermiera personale di Felton, che la smaschera: la Reed non è chi dice di essere, men che meno una dottoressa, è bensì venuta lì per investigare in proprio sull'oscura sparizione di Celeste, figlia del dr. Felton. Gloria la caccia di casa, ma la Reed non demorde e, col favore della notte, si introduce nuovamente in casa Felton. È a questo punto che il terrore e il gioco vero e proprio hanno inizio.
Vagando per la lugubre magione, la Reed raggiunge la camera da letto, ove scopre con orrore un cadavere in decomposizione ricoperto di falene, le quali infestano l'intera residenza. Tentando di scoprire la verità che vi sta dietro, viene sorpresa dal furibondo padrone di casa mentre guarda una registrazione. A Felton si aggiunge di lì a poco una sinistra monaca vestita di rosso con un vistoso copricapo, la quale, armata di un'aguzza asta a forma di colonna vertebrale umana, comincia a sua volta a dare la caccia alla Reed. Quest'ultima si rifugia in soffitta, ove trova la camera nascosta di un altro inquietante abitante della magione: una magra donna bionda che si presenta come Jennifer. Successivamente si scoprirà che il dr. Felton è in verità proprio Jennifer, costretta da anni ad indossare abiti maschili ed assumere ormoni, per diventare a tutti gli effetti il figlio maschio che l'ormai defunto padre desiderava a tutti i costi. Jennifer aveva addirittura contratto un matrimonio di facciata con una donna di nome Arianna Gallo e adottato una figlia, la scomparsa Celeste; tutto ciò le ha però completamente sconvolto la mente, provocandole una psicosi da personalità multipla.
La Reed riesce a mettersi in salvo nell'ascensore, dove rimane chiusa fino a che non sente la voce di Gloria, l'infermiera di Felton, che la fa uscire. Ma ben presto si accorge di essere finita in un'altra trappola: Gloria è in realtà la Monaca Rossa, membro superstite del piccolo convento del Cristo Morente. Presso questo convento si trovava una piantagione di proprietà dei Felton, ove si effettuavano esperimenti riguardo ad un misterioso farmaco di nome Phenoxyl, i cui scopi sembrerebbero correlati all'alterazione della memoria e dunque alla cancellazione di determinati traumi; convento e piantagione sono però andati a fuoco anni addietro. La Monaca Rossa si rivela essere la vera padrona della casa, avendo approfittato del precario stato mentale di Jennifer per assoggettarla al proprio volere e spingerla ad assassinare sua figlia adottiva Celeste (in realtà Jennifer ha per errore ucciso sua moglie Arianna, mentre Celeste sembra essere riuscita a fuggire). La Monaca taglia la lingua di Jennifer e poi le comanda di dare alle fiamme il salone, con dentro Jennifer stessa e la Reed, ma quest'ultima riesce a liberarsi appena in tempo e a scagliare un accendino contro Jennifer, che, già inzuppata di benzina, muore bruciata. Braccata ancora dalla folle Gloria, la Reed spalanca le finestre, sicché l'inseguitrice, che soffre della medesima malattia di Felton e non sopporta la luce del sole, si cava gli occhi per tentare un ultimo assalto contro la Reed, che però fallisce e la fa precipitare fuori dalla finestra e schiantare in giardino. Ormai morente, Gloria si abbandona ad una conversazione pacificatrice con la Reed, la quale in effetti è a sua volta una ex-adepta del Cristo Morente. La partita si chiude lasciando in ombra quale sia alfine stato il destino di Celeste Felton dopo la sua effettiva fuga, nonché i moventi che hanno spinto Rosemary Reed ad agire.

## Personaggi
- Rosemary Reed: Misteriosa ed affascinante trentacinquenne che, spacciandosi per medico dell'Istituto Santa Margherita, riesce ad intrufolarsi in casa Felton. Ambigua e riservata, le indagini che la spingono ad indagare sulla scomparsa della tredicenne Celeste Felton sono alquanto nebulose.
- Dr. Richard Felton: Anziano ex notaio: mecenate, imprenditore ma anche appassionato di giardinaggio. Affetto da una rarissima malattia che provocherebbe fotosensibilità, ulcere e la diffusione di un parassita; tace o addirittura mente sulla scomparsa della figlia Celeste, avvenuta anni addietro. Inoltre, per tenere a bada una psiche altamente instabile, abusa di un farmaco oramai in disuso: il Phenoxyl.
- La Monaca Rossa ("Red Nun" in inglese): Appartenente ad un ristretto culto di suore di clausura, uccise anni addietro da un misterioso incendio, ha preso il sopravvento in casa Felton piegando i suoi abitanti sotto la scure della sua sanguinosa vendetta.
- Jennifer: Misteriosa fanciulla dall'aspetto diafano ed emaciato, relegata in soffitta. Il suo nome è lo stesso col quale il Dr. Felton si rivolgeva alla figlia Celeste, nella forma di nomignolo. Reed si convince che Celeste e Jennifer siano la stessa persona...
- Gloria Ashmann: Infermiera personale dell'anziano notaio. Sebbene fredda ed austera, non si può dire sia altrettanto riservata: ama pettegolare; Reed si convince ben presto che Gloria possa condividerle informazioni preziose, anche sulla moglie del notaio Felton: Arianna.

## Sviluppo
Remothered nasce da un'idea di Chris Darril, ad appena diciassette anni sui banchi di scuola. Nel 2010, mediante l'utilizzo del software Rpg Maker XP Darril, in solitaria, comincia a svilupparne un primissimo prototipo di gioco che in molti, facendo il giro del mondo tra forum e siti specializzati, gli affibbiano l'appellativo di "erede spirituale di Clock Tower", avvicinandosi tantissimo alla serie giapponese edita Capcom. Darril ottiene un inaspettato successo internazionale e le attenzioni di diverse software house che, in più di un'occasione, gli propongono una collaborazione o perfino la cessione dei diritti ma che egli puntualmente rifiuta. Nel 2015 parte così il sodalizio artistico tra la sua Darril Arts e Stormind Games. Vista l'attenzione mediatica ottenuta, perfino il creatore di Silent Hill, Keiichiro Toyama, che ha avuto modo di giocare ad un'anteprima esclusiva, elogia il titolo e lo stesso operato del suo autore, appunto Darril. Sviluppato in Unreal Engine 4, viene prima lanciata una versione beta che racconta gli eventi fino alla prima boss battle. La community si manifesta già entusiasta, così Remothered ha un primo vero e proprio debutto sul mercato il 31 ottobre 2017, quando viene lanciato su Steam in Early Access e poi finalmente in versione completa il 30 gennaio 2018. Il 25 luglio 2018 arriva poi la versione per console. Ben presto, visto il successo internazionale, il publisher olandese Soedesco propone una partnership per l'edizione fisica del gioco di tutte le piattaforme console.

## Modalità di gioco
Remothered: Tormented Fathers è un survival horror in terza persona dalle forti componenti cinematografiche ed il gameplay estremo in cui molteplici sono le strategie per la sopravvivenza, invitando i giocatori allo stealth.
Il giocatore veste i panni della dr.ssa Reed, con l'obiettivo di far luce sulla scomparsa di Celeste Felton e poi di fuggire viva da casa Felton. Le dinamiche sono piuttosto semplici: si deve esplorare la residenza e trovare di volta in volta gli oggetti che servono per procedere nella partita (es. le chiavi per aprire determinate camere). Ad ostacolare il giocatore vi sono nemici dotati di I.A. dinamiche, che tracciano ronde lungo gli scenari parallelamente alla protagonista e reagiscono a rumori e luci; se allertati, si gettano al suo inseguimento, la feriscono e infine la uccidono. La Reed deve nascondersi ed eluderli col favore dell'ombra, non può affrontarli in combattimento, può però tentare di distrarli lanciando oggetti oppure cercare di liberarsi dalla loro morsa quando viene afferrata e ferirli con piccoli oggetti raccolti in giro. Quando si trova in una zona sicura, il giocatore può usare gli specchi della magione per curarsi dalle ferite e salvare la partita.
In più, sparsi per la casa si possono trovare numerosi documenti e foto che, ancorché non necessari per completare il gioco, illuminano i retroscena sulla famiglia, la malattia di Felton e sul farmaco Phenoxyl.

## Accoglienza
| Testata           | Versione              | Giudizio |
| ----------------- | --------------------- | -------- |
| The Games Machine | PS4                   | 8.4/10   |
| Multiplayer.it    | PS4                   | 8.5/10   |
| Gaming Trend      | PS4                   | 8.5/10   |
| TheSixthAxis      | PS4                   | 8/10     |
| PSX Extreme       | PS4                   | 8/10     |
| Eurogamer         | PC                    | 8/10     |
| Spaziogames.it    | PS4, Switch, Xbox One | 8/10     |

Il gioco è stato definito l'erede del survival horror classico hide & seek (scappa e cerca) nonché il vero sequel spirituale della serie nipponica Clock Tower ed un chiaro omaggio allo spin-off Haunting Ground. Riviste come Multiplayer, IGN, The Games Machine ed Eurogamer ne lodano la sceneggiatura e la direzione con chiari riferimenti alle pellicole di Roman Polański, Alfred Hitchcock, David Lynch e l'italiano Pupi Avati, il motore grafico Unreal Engine utilizzato al meglio da Stormind Games, la caratterizzazione dei personaggi e del contesto storico, narrativo e i costanti ansia e terrore anche descritti dalla colonna sonora composta da Nobuko Toda (Metal Gear Solid 4: Guns of the Patriots, Halo) e Luca Balboni (Mine). Il pubblico concorda con un 79% di recensioni positive alla base della versione Steam di gioco. Attualmente, su Metacritic, le recensioni dei critici dal mondo si assestano sul 77/100 complessivo. Dal suo account Twitter personale, Keiichiro Toyama, padre della famosa serie horror Silent Hill e degli apprezzati Forbidden Siren e Gravity Rush, ha lodato il videogioco e il lavoro svolto dallo stesso Darril, in particolar modo la sua sceneggiatura, auspicandosi future collaborazioni fra i due.

## Premi e riconoscimenti
| Anno         | Premio                    | Categoria                    | Risultato       | Fonte         |
| ------------ | ------------------------- | ---------------------------- | --------------- | ------------- |
| 2019         | NAVGTR Awards             | Best Writing in a Drama      | Candidato/a     | [ 17 ]        |
| 2019         | Italian Video Game Awards | Best Italian Game            | Vincitore/trice | [ 18 ]        |
| 2019         | Italian Video Game Awards | Best Italian Debut Game      | Candidato/a     | [ 18 ]        |
| 2018         | Global Music Awards       | Best Video Game Music        | Vincitore/trice | [ 19 ]        |
| 2018         | Global Music Awards       | Best Composer/ Composition   | Vincitore/trice | [ 19 ]        |
| 2018         | Eurogamer                 | Best Indie Game              | Vincitore/trice | [ 20 ]        |
| 2018         | Eurogamer                 | Best Italian Game            | Vincitore/trice | [ 20 ]        |
| 2018         | The Games Machine         | Best Horror Game             | Vincitore/trice | [ 21 ]        |
| 2018         | The Games Machine         | Best Italian Game            | Vincitore/trice | [ 21 ]        |
| 2018         | DStars Awards             | Game of the Year             | Vincitore/trice | [ 22 ]        |
| 2019         | Oniros Film Awards        | Best Animation               | Vincitore/trice | [ 23 ]        |
| 2019         | Oniros Film Awards        | Best Song                    | Candidato/a     | [ 23 ]        |
| October 2018 | Oniros Film Awards        | Best Animation               | Vincitore/trice | [ 24 ]        |
| October 2018 | Oniros Film Awards        | Best Director                | Candidato/a     | [ 24 ]        |
| October 2018 | Oniros Film Awards        | Best Voice Over              | Candidato/a     | [ 24 ]        |
| October 2018 | Oniros Film Awards        | Best Video Game Trailer      | Vincitore/trice | [ 24 ]        |
| October 2018 | Oniros Film Awards        | Best Song                    | Vincitore/trice | [ 24 ]        |
| October 2018 | Oniros Film Awards        | Best Poster                  | Vincitore/trice | [ 24 ]        |
| 2018         | Rely On Horror            | Game of the Year             | Vincitore/trice | [ 25 ] [ 26 ] |
| 2018         | Rely On Horror            | Community's Game of the Year | Vincitore/trice | [ 25 ] [ 26 ] |
| 2018         | SH Downloads              | Horror Game of the Year      | Vincitore/trice | [ 27 ]        |
| 2019         | Game Legends Awards       | Best Italian Game            | Vincitore/trice | [ 28 ]        |

- Gamespot #4 Classificato - I Videogiochi più spaventosi di tutti i tempi (The Scariest Games of All Time)[29]
- #6 Miglior Gioco dell'anno 2017 su Indie DB di Mod DB[30]
- Metacritic's #95 Best PC Game of 2018[31]

## Curiosità
- Rosemary Reed, la protagonista del gioco, rimanda nell'aspetto al personaggio di Clarice Starling, interpretato da Jodie Foster nel film Il silenzio degli innocenti, ma anche alla Helen Maxwell del gioco horror Clock Tower.
- Chris Darril ha dichiarato di aver scritto una prima versione del gioco a soli 17 anni, sui banchi di scuola. Ben 10 anni prima del suo effettivo lancio sul mercato e solo due anni dopo il suo coinvolgimento in altri videogiochi come DreadOut, Forgotten Memories: Alternate Realities, Gabriel Knight: Sins of the Fathers 20th Anniversary Edition e Project Scissors: NightCry[32].
- Nobuko Toda, la compositrice delle musiche, aveva già lavorato con Chris Darril durante lo sviluppo del survival horror Project Scissors: NightCry[33].
- Nel cast di doppiatori il candidato al premio Bafta Games Awards (British Academy of Film and Television Arts), Adam Harrington (The Wolf Among Us, Tales of Monkey Island) nel ruolo del vecchio notaio in pensione Richard Felton e Lani Minella, (Soulcalibur, Mortal Kombat, Nancy Drew) nel ruolo dell'infermiera Gloria[34].
- All'introduzione del gioco compare il nome di Alien Illman, come doppiatore della Monaca Rossa; si tratta in verità di un anagramma di Lani Minella, già voce dell'infermiera Gloria; l'intenzione di questo doppio accreditamento è nascondere che nel gioco Gloria e la Monaca siano la stessa persona e pertanto doppiate dalla stessa Lani Minella.
- Il farmaco attorno al quale girano gli eventi chiave dell'opera, il Phenoxyl, si riferisce chiaramente al phenoxypropazine, un potente amminoacido di composizione inorganica che venne impiegato per la sintetizzazione di psicofarmaci solo tra il 1960 ed il 1966, una volta bollato come potenzialmente dannoso.
- Vi sono molteplici riferimenti e tributi alla saga di gioco d'orrore Clock Tower. Una delle cattive di gioco citerebbe tra le urla una battuta icona dello scissorman del secondo Clock Tower: "Let's play again!" e cioè "Giochiamo ancora!". Inoltre proprio all'inizio del gioco vi è la possibilità di visionare una vecchia locandina del cinema che pubblicizza un fittizio film horror in cui il killer ucciderebbe a colpi di cesoie, esattamente come l'uomo forbici della saga giapponese Clock Tower a cui questo gioco si è chiaramente ispirato.
- Pubblico e stampa concordano sul definire Remothered: Tormented Fathers erede e sequel spirituale della serie di gioco d'orrore Clock Tower; inoltre, in una precedente occasione, lo stesso Chris Darril avrebbe preso parte allo sviluppo dell'ultimo titolo di gioco prodotto e progettato dall'autore e game designer della fortunata saga made in Japan, Hifumi Kono (Project Scissors: NightCry).
- Si attesta oltre 60 minuti la durata di tutte le cutscene cinematiche contenuto in gioco. Solo la sequenza finale, in cui si snodano gli eventi principali, supera gli 8 minuti.